# Jean-Charles Picard
Jean-Charles Picard est un historien français né le 6 mars 1942 et mort le 3 juillet 1992. Il est spécialiste de l'Antiquité chrétienne et du haut Moyen Âge.

## Biographie
Fils de l'archéologue et historien de la Grèce antique Charles Picard, Jean-Charles Picard naît le 6 mars 1942,,.
Il entre à vingt ans à l'École normale supérieure. Agrégé en 1966, il poursuit sa formation à l'École française de Rome et oriente ses recherches à mi-chemin entre histoire et archéologie, entre Antiquité et Moyen Âge. Il est nommé maître de conférences à l'Université de Paris-XII-Créteil en 1971 puis à la direction de l'ERA 26 du Centre national de la recherche scientifique.
Il consacre ses premiers travaux aux portiques des grandes basiliques romaines puis aux baptistères, aux salles de réception épiscopales et aux basiliques funéraires en Gaule et dirige des fouilles urbaines à Auxerre et à Autun. En 1976, il travaille sur « L'espace urbain et les sépultures épiscopales » et prépare la notice d'Auxerre pour la Topographie chrétienne des cités de la Gaule. Sa thèse de doctorat d'État, qu'il soutient en 1984 à l'université Panthéon-Sorbonne sous la direction de Pierre Toubert, est consacrée aux sépultures des évêques du haut Moyen Âge.
Il est nommé professeur d'histoire du Moyen Âge en 1989 à la faculté des lettres de Nanterre où il s'investit dans le Centre de recherches sur l'Antiquité tardive et le haut Moyen Âge et où il succède à Pierre Riché à la direction de l'unité de formation et de recherche d'histoire où il est remplacé à sa mort en 1992 par Michel Sot. Marié et père de quatre enfants, il se consacre également à ses engagements politiques et syndicaux. 
Il meurt le 3 juillet 1992 pendant la préparation du colloque consacré à « La fin de la cité antique et le début de la cité médiévale » organisé en avril 1993 à l'université Paris-Nanterre et avant de voir la publication de ses travaux sur les quartiers canoniaux. Le Groupe de recherches sur le christianisme antique de Créteil est renommé Centre Jean-Charles Picard en son hommage.

## Publications
- « Le quadriportique de Saint-Laurent de Milan », Mélanges de l'École française de Rome. Antiquité, t. 85, no 2,‎ 1973, p. 691-712 (lire en ligne)
- « Le quadriportique de Saint-Pierre du Vatican », Mélanges de l'École française de Rome. Antiquité, t. 86, no 2,‎ 1974, p. 851-890 (lire en ligne)
- « Le quadriportique de Saint-Paul-hors-les-murs à Rome », Mélanges de l'Ecole française de Rome. Antiquité, t. 87, no 1,‎ 1975, p. 377-395 (lire en ligne)
- « Espace urbain et sépultures épiscopales à Auxerre », Revue d'histoire de l'Église de France. La christianisation des pays entre Loire et Rhin (IVe – VIIe siècle), t. 62, no 168,‎ 1976, p. 205-222 (lire en ligne)
- Le Souvenir des évêques : sépultures, listes épiscopales et culte des évêques en Italie du Nord, des origines au Xe siècle, Rome, Paris, École française de Rome, De Boccard, coll. « Bibliothèque des Écoles françaises d'Athènes et de Rome », 1988, 819 p. (ISBN 2-7283-0116-6, BNF 34995916)